# Polypremum procumbens
Polypremum procumbens är en tvåhjärtbladig växtart som beskrevs av Carl von Linné. Polypremum procumbens ingår i släktet Polypremum och familjen Tetrachondraceae. Inga underarter finns listade i Catalogue of Life.